# Klaverkoncert nr. 21 i C-dur (Mozart)
Klaverkoncert nr. 21 i C-dur (K. 467) komponeret i 1785 og datere blot en måned efter den forrige klaverkoncert nr. 20 i d-mol, men til trods for den samme orkestrale instrumentopsætning, med indledende trompeter og slagværk, så har denne koncert en betydelig lettere og festligere fremtoning.
Brugen af trompeter i koncerten kan ses som bevis for at Mozart ikke hadede eller kunne udstå de heroiske trompeter, selv om han reagerede med at besvime første gang han hørte trompetspil. Komposition viser at han med årene lærte sig både at forstå og gøre brug af trompeterne for deres specielle kunnen.
Koncerten består af:
- I. Allegro maestoso
- II. Andante, som indeholder det berømte musik til filmen Elvira Madigan.
- III. Allegro vivace assai

| Musik | Spire Denne musikartikel er en spire som bør udbygges. Du er velkommen til at hjælpe Wikipedia ved at udvide den. |